# John Caird
John Caird (Edmonton, 22 settembre 1948) è un regista teatrale britannico.

## Biografia
Nato e cresciuto in Canada da genitori britannici, Caird tornò in Inghilterra nel 1959 per frequentare la Magdalen College School di Oxford, dove si diplomò nel 1967. Dopo aver studiato recitazione alla scuola del Bristol Old Vic, intraprese una breve carriera da attore teatrale, a cui presto sostituì quella di maggior successo di regista. Dal 2009 al 2014 è stato per cinque anni il principale regista ospite del Teatro Reale Drammatico di Stoccolma. Noto soprattutto per aver co-diretto il musical Les Misérables con Trevor Nunn, nel corso della sua pluridecennale carriera Caird ha vinto il Tony Award alla miglior regia di un'opera teatrale nel 1982 e il Tony Award alla miglior regia di un musical nel 1987, due Laurence Olivier Award per la regia nel 1980 e nel 1999 ed il Drama Desk Award al miglior libretto di un musical nel 2016.
È stato sposato quattro volte: con Helen Brammer dal 1970, con Ann Dorszynski dal 1982, con Frances Ruffelle dal 1990 al 1993 e con Maoko Imai dal 1998. Ha avuto otto figli dalle mogli: Joanna, Benjamin e Samuel dalla seconda, Eliza Doolittle e Nathaniel dalla terza, Yoji, Miyako e Yayko dalla quarta.